# Sam Querrey
Sam Querrey (San Francisco, Kalifornia, 1987. október 7. –) amerikai hivatásos teniszező. Eddigi karrierje során 7 ATP-tornát nyert meg. Erőssége szervája és tenyerese, egy Indianapolisban játszott mérkőzésen, James Blake ellen, aki a mezőny egyik legjobb fogadó játékosa, 10 egymás utáni ászt ütött, ami valószínűleg rekord az open era történetében.

## ATP-döntői

### Egyéni

#### Győzelmei (8)
| Összesítés                                            | Összesítés |
| ----------------------------------------------------- | ---------- |
| Grand Slam-torna                                      | (0)        |
| ATP World Tour Masters 1000 / ATP Masters Series      | (0)        |
| ATP World Tour 500 Series / International Series Gold | (1)        |
| ATP World Tour 250 Series / International Series      | (7)        |
| ATP World Tour Finals / Tennis Masters Cup            | (0)        |

| No. | Dátum              | Helyszín                               | Borítás    | Ellenfél a döntőben | Eredmény a döntőben |
| 1.  | 2008. március 9.   | Las Vegas, Amerikai Egyesült Államok   | Kemény     | Kevin Anderson      | 4–6, 6–3, 6–4       |
| 2.  | 2009. augusztus 2. | Los Angeles, Amerikai Egyesült Államok | Kemény     | Carsten Ball        | 6–4, 3–6, 6–1       |
| 3.  | 2010. február 21.  | Memphis, Amerikai Egyesült Államok     | Kemény (f) | John Isner          | 6–7(3), 7–6(5), 6–3 |
| 4.  | 2010. május 9.     | Belgrád, Szerbia                       | Salak      | John Isner          | 3–6, 7–6(3), 6–4    |
| 5.  | 2010. június 13.   | Queens, Nagy-Britannia                 | Fű         | Mardy Fish          | 7–6(3), 7–5         |
| 6.  | 2010. augusztus 1. | Los Angeles, USA                       | Kemény     | Andy Murray         | 5–7, 7–6(2), 6–3    |
| 7.  | 2012. július 29.   | Los Angeles, USA                       | Kemény     | Ricardas Berankis   | 6–0, 6–2            |
| 8.  | 2016. február 21.  | Delray Beach, USA                      | Kemény     | Rajeev Ram          | 6–4, 7–6(6)         |

#### Elvesztett döntői (7)
| No. | Dátum               | Helyszín                                | Borítás | Ellenfél a döntőben   | Eredmény a döntőben |
| 1.  | 2009. január 17.    | Auckland, Új-Zéland                     | Kemény  | Juan Martín del Potro | 4–6, 4–6            |
| 2.  | 2009. július 12.    | Newport, Amerikai Egyesült Államok      | Fű      | Rajeev Ram            | 7–6(3), 5–7, 3–6    |
| 3.  | 2009. július 26.    | Indianapolis, Amerikai Egyesült Államok | Kemény  | Robby Ginepri         | 2–6, 4–6            |
| 4.  | 2009. augusztus 29. | New Haven, Amerikai Egyesült Államok    | Kemény  | Fernando Verdasco     | 4–6, 6–7(6)         |
| 5.  | 2010. április 11.   | Houston, Amerikai Egyesült Államok      | Salak   | Juan Ignacio Chela    | 7–5, 4–6, 3–6       |
| 6.  | 2015. április 12.   | Houston, Amerikai Egyesült Államok      | Salak   | Jack Sock             | 6–7(9), 6–7(2)      |
| 7.  | 2015. június 28.    | Nottingham, Egyesült Királyság          | Fű      | Gyenisz Isztomin      | 6–7(1), 6–7(6)      |

### Páros

#### Győzelmei (5)
| No. | Dátum             | Helyszín                            | Borítás    | Partner       | Ellenfelei a döntőben              | Eredmény a döntőben |
| 1.  | 2010. február 14. | San José, Amerikai Egyesült Államok | Kemény (f) | Mardy Fish    | Benjamin Becker / Leonardo Mayer   | 7–6, 7–5            |
| 2.  | 2010. február 21. | Memphis, Amerikai Egyesült Államok  | Kemény (f) | John Isner    | Ross Hutchins / Jordan Kerr        | 6–4, 6–4            |
| 3.  | 2011. május 15.   | Róma, Olaszország                   | Salak (sz) | John Isner    | Mardy Fish / Andy Roddick          | feladás             |
| 4.  | 2012. április 15. | Houston, USA                        | Salak (sz) | James Blake   | Treat Conrad Huey / Dominic Inglot | 7–6(14), 6–4        |
| 5.  | 2016. május 21.   | Genf, Svájc                         | Salak      | Steve Johnson | Raven Klaasen / Rajeev Ram         | 6–4, 6–1            |

## Eredményei Grand Slam-tornákon
| Grand Slam | Australian Open | Australian Open       | Roland Garros | Roland Garros     | Wimbledon | Wimbledon           | US Open  | US Open            |
| Év         | Eredmény        | Utolsó ellenfél       | Eredmény      | Utolsó ellenfél   | Eredmény  | Utolsó ellenfél     | Eredmény | Utolsó ellenfél    |
| 2006       | -               | -                     | -             | -                 | -         | -                   | 2.kör    | Gastón Gaudio      |
| 2007       | 3.kör           | Tommy Robredo         | 1.kör         | Laurent Recouderc | 1.kör     | Alejandro Falla     | 1.kör    | Stefan Koubek      |
| 2008       | 3.kör           | Novak Đoković         | 1.kör         | Roger Federer     | 1.kör     | Juan Carlos Ferrero | 4.kör    | Rafael Nadal       |
| 2009       | 1.kör           | Philipp Kohlschreiber | 1.kör         | Ernests Gulbis    | 2.kör     | Marin Čilić         | 3.kör    | Robin Söderling    |
| 2010       | 1.kör           | Rainer Schüttler      | 1.kör         | Robby Ginepri     | 4.kör     | Andy Murray         | 4.kör    | Stanislas Wawrinka |
| 2011       | 1.kör           | Łukasz Kubot          | 2.kör         | Ivan Ljubičić     | -         | -                   | -        | -                  |
| 2012       | 2.kör           | Bernard Tomic         | 1.kör         | Janko Tipsarević  | 3.kör     | Marin Čilić         | 3.kör    | Tomáš Berdych      |
| 2013       | 3.kör           | Stanislas Wawrinka    | 3.kör         | Gilles Simon      | 1.kör     | Bernard Tomic       | 2.kör    | Adrian Mannarino   |
| 2014       | 3.kör           | Fabio Fognini         | 2.kör         | Dmitrij Turszunov | 2.kör     | Jo-Wilfried Tsonga  | 3.kör    | Novak Đoković      |
| 2015       | 1.kör           | Vasek Pospisil        | 1.kör         | Borna Ćorić       | 2.kör     | Roger Federer       | 1.kör    | Nicolas Mahut      |
| 2016       | 1.kör           | Dušan Lajović         | 1.kör         | Bjorn Fratangelo  | 1/4 döntő | Miloš Raonić        |          |                    |

## Év végi világranglista-helyezései
| Év       | 2005 | 2006 | 2007 | 2008 | 2009 | 2010 | 2011 | 2012 | 2013 | 2014 | 2015 |
| Helyezés | 756  | 127  | 63   | 39   | 25   | 18   | 93   | 22   | 46   | 35   | 59   |